# División de Larkana
La división de Larkana (en urdu : لاڑکانہ ڈویژن) es una subdivisión administrativa de la provincia de Sind en Pakistán. Cuenta con 6 millones de habitantes en 2017, y su capital es Larkana.
Como todas las divisiones pakistaníes, fue derogada en 2000 y luego restablecida en 2011.
La división reagrupa los distritos siguientes:
- Jacobabad
- Kambar Shahdadkot
- Kashmore
- Larkana
- Shikarpur